# Canada Post
Canada Post (in francese: Postes Canada) è il servizio postale del Canada, operato come una società indipendente. Fu creato il 1º luglio 1867, come Dipartimento degli uffici postali del governo del Canada, e trasformato nella configurazione attuale il 16 ottobre 1981, al fine di offrire ai cittadini un servizio postale più affidabile e di assicurare la sicurezza e l'indipendenza finanziaria del servizio. Il suo nome legale è Canada Post Corporation (in francese: Société canadienne des postes).

## Storia
La storia della posta in Canada comincia a partire dal XVII secolo. Numerosi scambi di corrispondenza, sia privata che ufficiale, hanno luogo tra la Francia e la sua colonia della Nuova Francia. Nel 1693, Pedro da Silva, abitante di Québec, è ricompensato per consegnare corrispondenza tra le città di Québec e di Montréal. La fine della costruzione dello Chemin du Roy tra Québec e Montréal nel 1737 facilita grandemente il trasporto della corrispondenza. Il servizio postale ufficiale inizia le sue attività nel 1775, sotto il controllo del governo britannico. Il primo timbro, opera di Sir Sandford Fleming, entra in circolazione lo stesso anno.
Sarà soltanto nel 1867 che il nuovo governo canadese creerà il Dipartimento degli uffici postali, un dipartimento di livello federale. Esso entrerà in servizio il 1º aprile 1868. I dipendenti porteranno l'uniforme ufficiale del Dipartimento degli uffici postali del nuovo paese. Il Canada rispetta pressappoco le stesse norme dell'Inghilterra, introdotte da Sir Rowland Hill, che aveva avuto l'idea di fissare le tariffe postali secondo il peso delle lettere e dei colli piuttosto che in funzione della destinazione percorsa. È anche a Sir Rowland che si deve il francobollo.
Il servizio postale regolare per aereo esiste dal 1928.
Gli anni 1970 furono particolarmente difficili per Post Canada. Parecchi scioperi importanti perturbarono il servizio, e i deficit annuali raggiunsero gli 800 milioni di dollari nel 1981. Si dovette pensare a nuove strategie. Dopo due anni di dibattiti pubblici, il Governo decise di accordare più autonomia agli uffici postali, al fine di ristabilire io servizio di fronte alla nuova minaccia dei servizi privati di consegna della corrispondenza, come l'UPS. Il 16 ottobre 1981, il Parlamento del Canada ratificò la Legge sulla Società canadese delle poste, che crea il Servizio canadese delle poste come è conosciuto oggi. Questa legge garantisce parimenti a tutti i Canadesi il diritto a ricevere la loro corrispondenza qualunque sia la loro localizzazione sul vasto territorio.
Gli anni 2010 sono difficili per il servizio postale canadese, in ragione delle sue perdite finanziarie. Gli utenti di Canada Post sono sempre meno numerosi, a causa dei moderni mezzi di comunicazione, più rapidi e meno costosi. Non essendo più Canada Post redditizia, un'importante riforma è annunciata l'11 dicembre 2013 in Canada, riguardo al suo modo di consegna, in particolare la fine della consegna della corrispondenza a domicilio, sostituita dal sistema di cassette collettive. Anche il costo dei francobolli aumenterà, passando da 63 a 1 dollaro l'unità.

## Date importanti

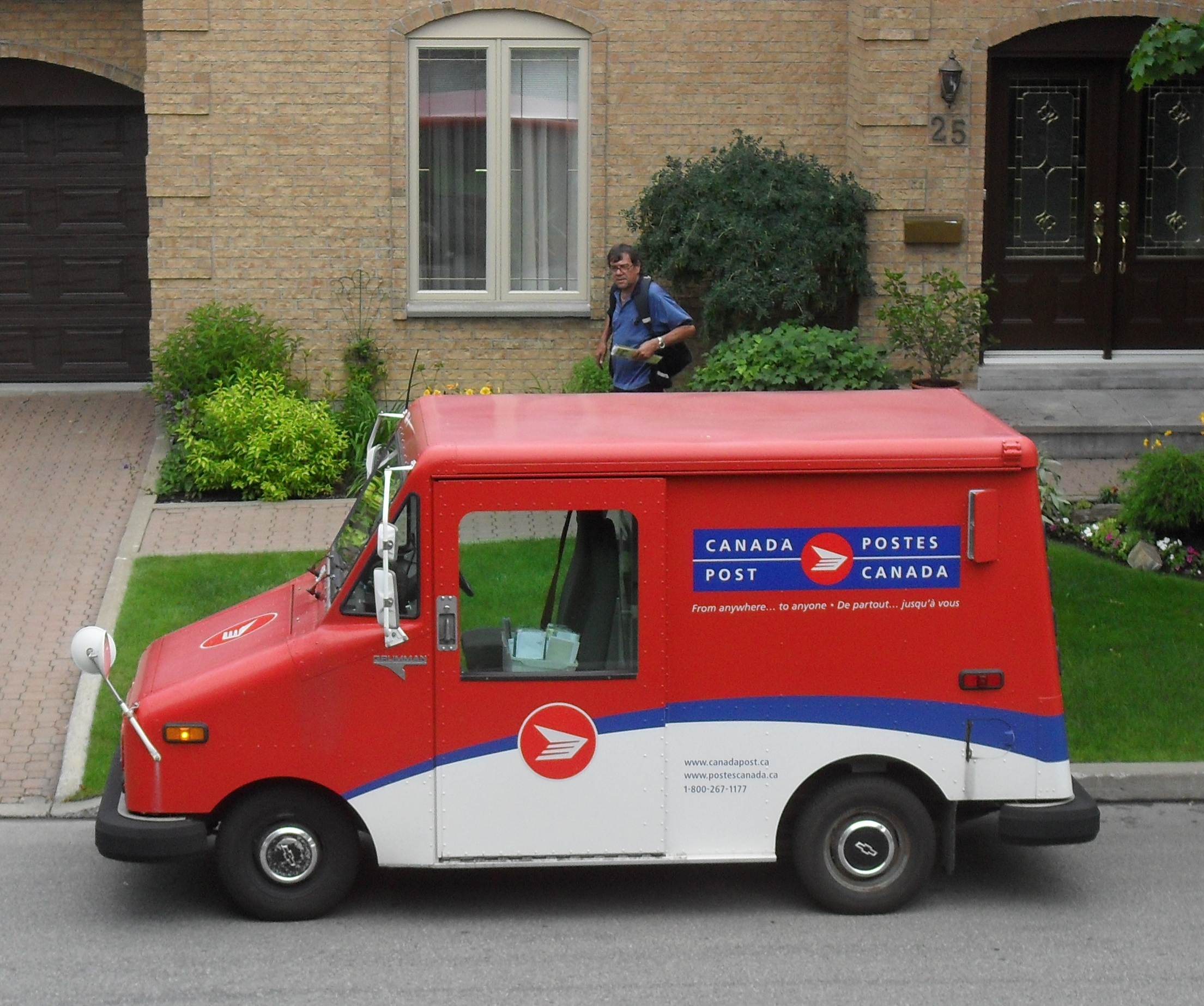
Il Grumman LLV, camion postale di Canada Post, qui a Montréal (Québec)

- 1693: Prima consegna di corrispondenza a pagamento attraverso il Canada.
- 1775: La Gran Bretagna comincia a offrire il servizio postale al Canada.
- 1851: Il governo del Canada prende il controllo della consegna della corrispondenza.
- 1867: Canada Post è creata come dipartimento federale.
- 1971: Instaurazione del sistema attuale di codici postali.
- 1981: La Legge sulla Società canadese delle poste è ratificata dal Parlamento.
- 1993: Canada Post è proprietaria maggioritaria di Purolator.
- 2013: Canada Post annuncia una riforma importante, che si traduce in calo dei servizi e aumenti dei costi, in ragione delle sue difficoltà finanziarie.

## Lettere a Babbo Natale
A partire dal 1982, la Société canadienne des postes ha messo in opera un programma che permette di rispondere alle lettere destinate a Babbo Natale durante i periodi festivi. Nel 2007, ossia dopo 26 anni di esistenza, più di 15 milioni di lettere avevano ottenuto una risposta personalizzata da volontari. Nel 2006, più di un milione di lettere e di 44 000 messaggi di posta elettronica sono stati inviati all'indirizzo dedicato a questa occasione, ossia Babbo Natale, Polo Nord, H0H 0H0. Nel 2007, 11 000 volontari hanno risposto alle lettere in 25 lingue e in braille.